# 鲁贝门
鲁贝门（Porte de Roubaix）或圣莫里斯门（porte Saint-Maurice）是法国里尔的一座城门，于1625年开放，1875年进行改建，使电车可以通过。1929年列为法国历史遗迹。
服务此处的地铁站是里尔佛兰德火车站和里尔欧洲火车站。

## 历史

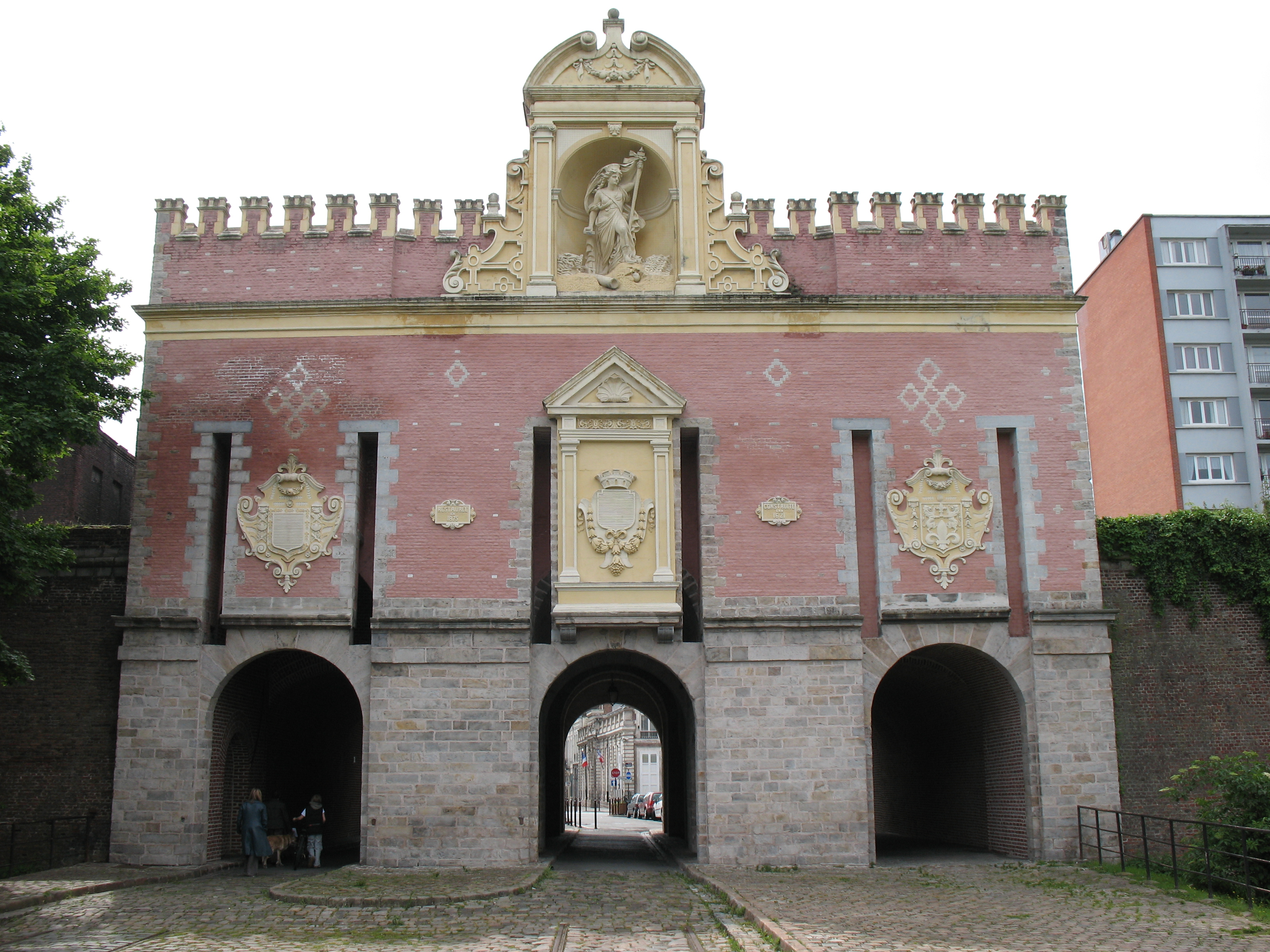
外侧
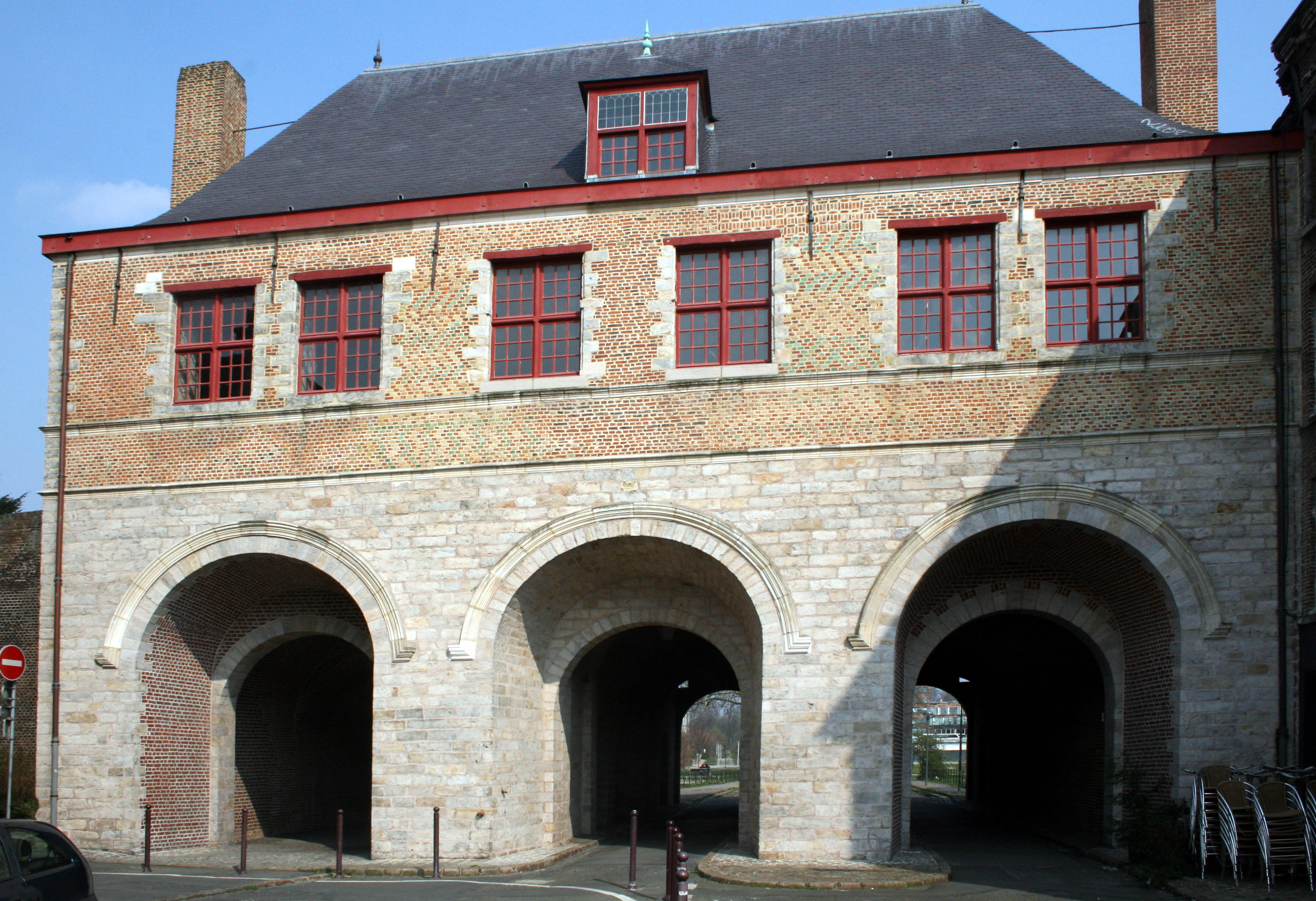
内侧